# Hailuoto
Hailuoto este o comună din Finlanda.